# Kia Sorento
Kia Sorento (în coreeană 기아 쏘렌토) este o serie de SUV-uri pentru familie, cu tracțiune integrală, fabricată de producătorul coreean Kia Motors.